# Osterburg (Altmark)
Osterburg (Altmark) er en by i Landkreis Stendal i landskabet Altmark, i den tyske delstat Sachsen-Anhalt. Den er administrationsby for Verwaltungsgemeinschaft Osterburg, hvor yderligere 11 byer er med. I juni 2007 fejrede byen Osterburg sit 850-års jubilæum

## Geografi
Osterburg ligger 22 km nord for Stendal hvor sammenløbet af floderne Biese og Uchte danner floden Aland.

### Landsbyer
- Dobbrun
- Krumke
- Zedau

## Historie
Osterburg nævnens første gang i 1157 af den brandenburgske hertug Albrecht 1. (Brandenburg). I 1188 blev Nicolaikirken indviet.
1208 fik Osterburg byrettigheder. I det 13. århundrede var byen under markgreven af Brandenburg.
Fra 1436 til 1478 var Osterburg med i Hanseforbundet.
1761 brændte 2/3 af byen ned.